# 内蒙古自治区高级人民法院
内蒙古自治区高级人民法院是中华人民共和国内蒙古自治区的高级人民法院。

## 沿革
1947年5月30日，内蒙古自治政府颁布了《内蒙古自治政府暂行组织大纲》，规定“自治政府设置最高法院分院，以下各级法院依法律审判民、刑案件，但条例另定之”。因为当时正值第二次国共内战，绝大多数人民法院没能建立，仅在老解放区的少数旗县成立了人民法院，其他人民政府中有的设司法科代行审判权。
中华人民共和国成立后，依照《中国人民政治协商会议共同纲领》及《各级人民政府通则》的规定，内蒙古自治区自上至下逐步成立了各级人民法院。1949年6月13日，华北人民政府命令将绥蒙区改称绥远省，随之在绥东解放区丰镇县成立绥远省人民法院，华北人民政府任命陈质文为副院长。1949年12月，绥远省人民法院进驻归绥市（今呼和浩特市），与1949年“九·一九”起义后的原国民党绥远高等法院合并。1950年12月9日，中央人民政府第60次政务会议批准任命阮慕韩为绥远省人民法院院长。法院内设审判委员会、行政处、监狱。绥远省全省有人民法院40个，其中省法院1个、地方分院2个、盟法院2个、旗县市（镇）法院35个。
1950年3月，内蒙古自治区人民法院在乌兰浩特市筹建，姬德荣临时负责院务，设办公室及审判庭。随后内蒙古自治区人民法院分院以及旗县（市）人民法院陆续成立。1950年6月25日，内蒙古自治区人民法院随同内蒙古自治区人民政府迁驻张家口市。1951年6月12日，中央人民政府政务院批准任命赵诚为内蒙古自治区人民法院院长，法院内设办公室、审判庭、司法行政处。内蒙古自治区全区有人民法院38个，其中自治区法院1个、盟法院5个、市法院3个、旗县人民法院29个。
1954年6月19日，绥远省、内蒙古自治区合并后，绥远省人民法院并入内蒙古自治区人民法院，赵诚任院长。内设机构是：办公室、人民接待室、司法行政处、第一审判庭、第二审判庭、 第三审判庭。自治区辖各级人民法院86个。
1955年4月25日，内蒙古自治区第一届人民代表大会第二次会议在呼和浩特市召开。特木尔巴根任内蒙古自治区高级人民法院院长。5月5日，内蒙古自治区人民委员会举行第一次全体委员会议，通过了内蒙古自治区高级人民法院组成人员任命案。1955年4月，依照《中华人民共和国人民法院组织法》的规定，内蒙古自治区人民法院改称内蒙古自治区高级人民法院。各盟市、专署行政区人民法院改称中级人民法院。1955年5月18日，内蒙古自治区司法厅成立，内蒙古自治区高级人民法院将司法行政工作移交司法厅。1954年至1984年，内蒙古自治区高级人民法院在呼和浩特市将军衙署办公。
1956年8月14日，内蒙古自治区高级人民法院依照全国人民代表大会常务委员会关于处理在押日本侵略中国战争中战争犯罪分子的决定，在内蒙古自治区高级人民法院召开宣判大会，提前释放铃木隆雄、菊池吉藏、吉田重信等日本战犯。1959年9月28日，内蒙古自治区高级人民法院依照国家主席刘少奇颁布的特赦令，在内蒙古监狱举行特赦罪犯大会，对一批经过劳动改造确已改恶从善的蒋介石集团和伪满洲国的战犯、反革命犯、普通刑事罪犯宣布特赦，第一批特赦罪犯88名。以后陆续在1959年10月30日、11月4日又特赦124人。1959年12月4日，内蒙古自治区高级人民法院举行特赦战争罪犯大会，院长特木尔巴根代表最高人民法院宣布特赦通知书，特赦释放关押在内蒙古自治区的伪蒙古联合自治政府战争罪犯雄努敦都布。1960年11月28日，内蒙古自治区高级人民法院举行特赦战争罪犯大会，院长特木尔巴根代表最高人民法院宣布特赦战犯名单和通知书，特赦释放伪蒙疆战犯陈绍武，特赦减刑蒋介石集团战犯李执中。1961年12月25日，内蒙古自治区高级人民法院举行特赦战争罪犯大会，院长特木尔巴根代表最高人民法院宣布特赦通知书，特赦减刑蒋介石集团战犯赵诚璧。1963年4月9日  最高人民法院根据国家主席刘少奇颁布的中华人民共和国主席特赦令，特赦释放伪蒙古联合自治政府主席、伪蒙古军总司令德穆楚克栋鲁普，内蒙古自治区高级人民法院院长特木尔巴根代表最高人民法院在自治区特赦战争罪犯大会上宣布了特赦令。1964年12月28日，最高人民法院根据国家主席刘少奇颁布的中华人民共和国主席特赦令，特赦释放伪蒙古联合自治政府副主席、伪蒙古军上将副总司令兼第一军军长李守信；特赦减刑蒋介石集团战犯贾璜。1966年4月16日，内蒙古自治区高级人民法院举行特赦战争罪犯大会，院长特木尔巴根代表最高人民法院宣布特赦通知书，特赦释放伪蒙古联合自治政府战犯宝贵廷。
1958年3月，内蒙古自治区人民委员会决定内蒙古自治区司法厅与内蒙古自治区高级人民法院合署办公，内设机构是：办公室、刑事审判庭、民事审判庭、一处、二处。1958年，根据中共中央《关于政法工作的决议（草案）》第五条“各级司法部门同法院合并”的精神，内蒙古自治区内55个检察院与法院、公安合并。1959年7月，内蒙古自治区人民委员会决定撤销司法厅，司法厅的司法干部管理和培训、司法宣传、调解委员会指导、律师、公证管理等业务都由内蒙古自治区高级人民法院承担。为此，内蒙古自治区高级人民法院将原一处、二处合并成司法行政处。
1959年1月15日，内蒙古自治区高级人民法院、内蒙古自治区人民检察院、内蒙古自治区司法厅在呼和浩特召开全区第一届检察司法先进工作者代表大会，内蒙古自治区高级人民法院院长特木尔巴根到会并讲话。1962年5月24日，中共中央委员、最高人民法院院长谢觉哉到内蒙古自治区视察，其间听取中共内蒙古自治区党委及政法机关负责人工作汇报，检查了内蒙古自治区高级人民法院的工作，向内蒙古自治区政法党员干部作《再谈想一想》讲话。
1966年文化大革命爆发后，内蒙古自治区各级人民法院组织机构瘫痪，审判工作基本停顿。1967年12月，中共中央决定对公安机关（包括公安、检察、法院）实行“军事管制”，人民法院成为各地公安机关军事管制委员会下属的“审理组”或“审判组”，公安机关军事管制委员会行使审判权。在内蒙古自治区，1968年1月5日，内蒙古自治区高级人民法院实行军事管制，成立军事管制委员会。1969年并入内蒙古自治区公安机关军事管制委员会。至此，内蒙古自治区各级人民法院从上至下全部瘫痪。
1972年10月1日，经内蒙古自治区革命委员会批准，内蒙古自治区高级人民法院恢复原机构。全自治区各级人民法院也陆续恢复。中共十一届三中全会后，根据《中华人民共和国人民法院组织法》的规定，内蒙古自治区各级人民法院大量增编，到1981年，全自治区法院系统总人数已达到3867人，比法院恢复时增长超过两倍。1979年7月后，内蒙古自治区高级法院及各盟市中级人民法院陆续增设经济审判庭、刑事审判第二庭、调查研究室，恢复设立法医室。1981年4月，内蒙古自治区高级人民法院及各盟市中级人民法院陆续设人民来信来访接待处（科）、政治处（科）。1983年8月，设内蒙古自治区法院干部学校。1985年7月，设全国法院干部业余法律大学内蒙古分校，在各中级人民法院设分部，在各基层人民法院设教学班。1987年5月，全国铁路运输高级法院撤销，呼和浩特铁路运输中级法院及所辖的包头铁路运输法院、集宁铁路运输法院的审判工作改由内蒙古自治区高级人民法院管辖。1987年10月，内蒙古自治区高级人民法院及各盟市中级人民法院陆续设行政审判庭。同年12月1日，全自治区各级人民法院陆续设告诉申诉审判庭，撤销信访处（科）。1989年5月，全自治区各级人民法院设监察室（纪检组）。1991年7月，全自治区各级人民法院设执行庭。1992年3月，内蒙古自治区高级人民法院设政治部，撤销人事处。各中级人民法院设政治处，各基层人民法院设政工科。1994年9月，内蒙古自治区法官协会成立。1995年1月，内蒙古自治区高级人民法院和全自治区13个中级法院先后依法设赔偿委员会。1995年12月，内蒙古自治区首次初任法官资格考试开考。
1997年，根据中共内蒙古自治区党委批发的《内蒙古自治区高级人民法院机关机构改革方案》，内蒙古自治区高级人民法院机关机构改革，重组内设机构，撤销了告诉申诉审判庭、司法行政处、法医技术室，组建了立案庭、审判监督庭、计划财务装备处、机关事务管理处、司法鉴定技术处、法警总队、政治部（内设人事处、宣教处、老干部处），保留刑事审判第一庭、刑事审判第二庭、民事审判庭、经济审判庭、知识产权审判庭、行政审判庭、执行庭、赔偿委员会办公室、办公室、研究室、监察室、纪检组、机关党委，内设机构共20个（其中，知识产权审判庭、赔偿委员会办公室分别挂靠在经济审判庭、行政审判庭）。直属单位有全国法院干部业余法律大学内蒙古分校、内蒙古法院干部学校、内蒙古法官培训中心。按照《中华人民共和国法官法》的要求，在机关内设机构中实行干部双向选择聘用上岗制度。1997年10月，组织第二次初任法官资格考试。当时，全自治区共设高级人民法院1个，中级人民法院13个（含专门法院1个），基层人民法院103个（含专门法院2个），派出人民法庭618个。
1984年，内蒙古自治区高级人民法院迁入办公大楼。2005年设计并施工建成内蒙古自治区高级人民法院新址。

## 历任领导

### 绥远省人民法院
院长
- 阮慕韩（1950年1月—12月，代理院长；1950年12月—1954年6月，院长）[15]

副院长
- 陈质文（1949年6月—1955年5月）[15]
- 李秉智（1950年1月—1952年12月）[15]
- 黎旭晖（1953年9月—1954年1月）[15]

### 内蒙古自治区人民法院
院长
- 赵诚（额尔敦赛音）（1951年6月—1955年4月）[15]

副院长
- 何惊心（1952年6月—1955年4月）[15]
- 安平（1953年3月—1954年7月）[15]
- 陈质文（1954年7月—1955年4月）[15]

### 内蒙古自治区高级人民法院
院长
- 特木尔巴根（1955年4月—1969年1月）[15]
- 李俊元（1972年10月—1973年11月，军代表）[15]
- 李文精（1979年12月—1983年4月）[15]
- 杨达赖（1983年4月—1993年5月）[15]
- 巴士杰（1993年5月—2003年1月）[15]
- 王维山（2003年1月—2011年1月）[15]
- 胡毅峰（2011年1月—2018年1月）[16]
- 杨宗仁（2018年1月—）

副院长
- 何惊心（1955年4月—1958年11月）[15]
- 陈质文（1955年4月—1956年10月）[15]
- 刘秀梅（1955年5月—1962年6月）[15]
- 谢军（1956年10月—1958年10月）[15]
- 康根成（1957年2月—1966年8月）[15]
- 鲁健（1958年6月—1959年11月）[15]
- 刘仙锋（1959年7月—1960年7月，代理副院长）[15]
- 刘耿（1962年4月—1963年8月）[15]
- 王若川（1962年4月—1972年10月）[15]
- 王一民（1964年6月—1978年2月）[15]
- 刘露洗（1972年10月—1981年9月）[15]
- 李保民（1972年10月—1983年4月）[15]
- 王宏烈（1972年10月—1979年2月）[15]
- 苏雷（1973年5月—1978年6月）[15]
- 孙纲（1979年5月—1983年4月）[15]
- 胡尔查图（1979年11月—1983年7月）[15]
- 那顺乌力吉（1980年5月5日—1988年9月10日）[15][17]
- 赵建勋（1983年7月21日—1996年4月。2000年10月15日内蒙古自治区八届人大常委会十九次会议免）[15]
- 叶喜道尔吉（1983年9月24日—1988年9月10日）[15][17]
- 张杰（1988年9月10日—1991年12月24日）[15][17]
- 云布龙（1990年8月21日—1992年5月。1993年3月4日内蒙古自治区七届人大常委会三十一次会议免）[15]
- 郝耀忠（1991年12月24日—1998年4月16日）[15]
- 高原（1991年12月24日—2004年9月。2000年10月15日内蒙古自治区九届人大常委会十九次会议免）[18]
- 巴士杰（1992年8月29日—1993年5月）[15]
- 武志忠（1995年6月2日—2003年11月30日）[15][19]
- 杨怀武（1995年6月2日—2003年11月30日）[15][19]
- 许振祥（1996年11月24日—2007年11月30日）[15][20]
- 梁国裕（2000年10月15日—2007年1月20日）[15][18][21]
- 王虎（2003年11月30日—2013年5月29日）[15][19][22]
- 于雪峰（2003年11月30日—2012年3月31日）[15][19][23]
- 赵建平（2007年9月29日—2016年5月30日）[24][25]
- 孙凤鸣（2012年3月31日—2015年2月16日逝世）[23]
- 金柱（2013年5月29日—）[22]
- 徐睿霞（2013年5月29日—）[22]
- 云喜顺（2016年5月30日—）[25]

## 知名案例
- 呼格吉勒图案

## 对应中级人民法院/铁路运输中级法院
- 内蒙古自治区呼和浩特市中级人民法院
- 内蒙古自治区包头市中级人民法院
- 内蒙古自治区乌海市中级人民法院
- 内蒙古自治区赤峰市中级人民法院
- 内蒙古自治区呼伦贝尔市中级人民法院
- 内蒙古自治区兴安盟中级人民法院
- 内蒙古自治区通辽市中级人民法院
- 内蒙古自治区锡林郭勒盟中级人民法院
- 内蒙古自治区乌兰察布市中级人民法院
- 内蒙古自治区鄂尔多斯市中级人民法院
- 内蒙古自治区巴彦淖尔盟中级人民法院
- 内蒙古自治区阿拉善盟中级人民法院
- 呼和浩特铁路运输中级法院

## 对应铁路运输基层法院
- 通辽铁路运输法院